# 腓特烈·恩斯特 (薩克森-阿爾滕堡)
腓特烈·恩斯特（德語：Friedrich Ernst，1905年5月15日—1985年2月23日），末代薩克森-阿爾滕堡公爵恩斯特二世的次子，母親是紹姆堡-利珀的阿德海德。

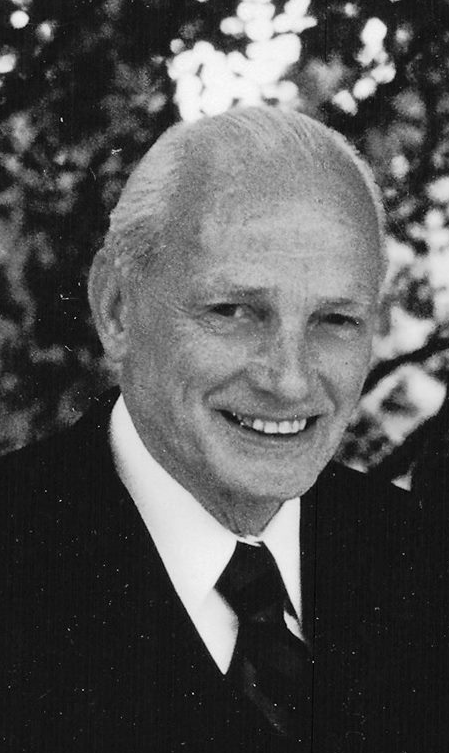

腓特烈·恩斯特終生未婚，1985年於羅森海姆去世，享年79歲。